# Jiang Tianyong
Jiang Tianyong (chinois simplifié : 江天勇) est un avocat des droits de l'homme de la République populaire de Chine. Basé à Pékin, il est une figure marquante de la Weiquan (défense des droits) de mouvement, et a défendu les Tibétains, les pétitionnaires, les membres de Falun Gong, les victimes du VIH/SIDA, et d'autres groupes vulnérables. La défense des droits de l'homme par Jiang a attiré les foudres des autorités chinoises. Ses demandes de renouvellement de sa licence légale ont été refusées, et il a été détenu à plusieurs reprises. 

## Plaidoyer
En 2004, il a quitté son poste d'enseignant, a déménagé à Pékin, et pour devenir avocat des droits de l'homme. Il a passé l'examen du barreau en 2005, et est devenu un partenaire dans le Beijing Global Lawfirm, avec plusieurs autres éminents défenseurs des droits humains. Il a pris un certain nombre de cas politiquement sensibles, y compris ceux des pétitionnaires et des minorités religieuses et ethniques,. En 2008, Jiang a proposé de fournir des services juridiques aux Tibétains face à des accusations à la suite des troubles au Tibet en 2008, et a été impliqué dans la défense de Dhondup Wangchen, avec avocat Li Fangping. Jiang a commencé à plaider pour des adhérents du Falun Gong en 2008, et fin 2009 a dit qu'il avait défendu près de 20 pratiquants qui avaient été détenus pour leur pratique spirituelle. Jiang a également défendu les intérêts des citoyens qui ont contracté le VIH / sida lors de transfusions de sang contaminé ou de dons, et a été impliqué dans la défense des victimes des briqueteries  illégales des provinces du Shanxi et du Henan.

## Détentions
Jiang a été arrêté à plusieurs reprises par des agents de sécurité chinois en réponse à sa défense des droits de l'homme.  En 2008, Jiang a été informé que son permis de pratiquer le droit avait expiré. En 2009, il fut l'un d'au moins 17 avocats weiquan dont la demande de renouvellement d'une licence légale a été rejetée.  La même année, Jiang a été mis sous surveillance policière, et a été empêché de quitter son domicile.
Le 19 février 2011, il était l'un des avocats et des dissidents détenus dans le cadre d'une campagne de répression contre les dissidents . Jiang a été maintenu en détention pendant deux mois. Dans une interview avec le South China Morning Post, Jiang a dit qu'il a été battu et maltraité en détention. Dans le centre de détention, les interrogateurs auraient donné des coups de pied et de poing à plusieurs reprises à Jiang, et l'ont forcé à s'asseoir immobile pendant 15 heures d'affilée.
Le 21 novembre 2016, alors qu'il était en déplacement dans la province de Hunan, Jiang Tianyong disparait. Un groupe d'experts indépendants auprès des Nations unies, y compris Michel Forst, Rapporteur spécial sur la situation des défenseurs des droits de l'homme, font part de leur inquiétude quant aux circonstances de sa disparition. Détenu et maintenu sous surveillance dans un lieu inconnu pendant plus de neuf mois, sa "confession" est diffusée à la télévision en aout 2017. Le 21 novembre 2017, Jiang Tianyong est condamné à deux ans de prison pour "incitation à la subversion". Constatant les irrégularités de son procès et de sa prétendue confession, le groupe d'experts des Nations unies demandent sa libération, demande qu'ils réitèrent en mars 2018 au vu de la dégradation de son état de santé.